# Gerhard Ellissen
Gerhard Friedrich Wilhelm Ellissen (* 4. Januar 1778 in Northeim; † 4. Januar 1838 in Gartow) war ein deutscher Mediziner.

## Leben
Gerhard Friedrich Wilhelm Ellissen, geboren als Sohn des Geistlichen August Friedrich Ellissen in Northeim am 4. Januar 1778, wurde auf dem Gymnasium seiner Heimatstadt vorgebildet. 1794 begann er sein dreijähriges Studium der Rechtswissenschaft, der Physik, der Mathematik sowie der Astronomie an der Universität Göttingen, bestand 1797 das Advokatenexamen und wurde Anwalt in Northeim. Da er durch diesen Beruf nicht zufrieden wurde, begann er ein Medizinstudium an selbiger Universität und erlangte 1801 den Doktorgrad. Anschließend tätigte er eine mehrjährige Reise, um mehr über die Medizin zu erfahren. Die Reise führte ihn durch Frankreich, Italien sowie Österreich. Mehrere Monate, die er in Paris verbrachte, betätigte er sich als Porträtmaler. Ebenfalls für längere Zeit befand er sich in Padua und Wien. In Hamburg hielt er im Jahr 1804 Vorträge der Naturlehre. Zwei Jahre danach wurde er in Schnackenburg praktischer Arzt, 1813 Kreisarzt in Uelzen, im Folgejahr Landarzt für Dannenberg, Hitzacker und Schnackenburg. Er wohnte ab 1814 in Gartow. 1820 wurde er als Hofarzt eingesetzt und engagierte sich um 1830 während einer Choleraepidemie in der Region. 1835 berief man ihn zum Geheimen Medizinalrat. Er verstarb in Gartow am 4. Januar 1838. Er war mit Marianne Jacobi, die von 1786 bis 1846 lebte, verheiratet und hinterließ unter anderem den Politiker Adolf Ellissen.
Ellissen wurde auf dem Buchhorster Friedhof beigesetzt und sein Grabmal nach dessen Auflassung neben das Hauptportal der St.-Georg-Kirche in Gartow versetzt.

## Werke
- Ueber die heutige Praxis der Aerzte (1821)
- Ueber die Classification der Curkosten im Concursprocesse (1827)
- Noch einige zeitgemäße, auch Nichtärzten verständliche Bemerkungen über das in unsren Tagen so allgemeines Interesse erregende System der Homöopathie (1834)